# Li Bingjie
Li Bingjie (n. 3 martie 2002, Baoding⁠(d), Republica Populară Chineză) este o înotătoare chineză, medaliată olimpică. A participat la o ediție a Jocurilor Olimpice (2020) în care a câștigat o medalie de bronz.